# Cryptoniscus paguri
Cryptoniscus paguri is een pissebed uit de familie Cryptoniscidae. De wetenschappelijke naam van de soort is voor het eerst geldig gepubliceerd in 1878 door Fraisse.